# Phyllurus ossa
Espèce
Statut de conservation UICN

 LC  : Préoccupation mineure
Phyllurus ossa est une espèce de gecko de la famille des Carphodactylidae.

## Répartition
Cette espèce est endémique du Queensland en Australie. 

## Liste des sous-espèces
Selon The Reptile Database (28 janvier 2014) :
- Phyllurus ossa hobsoni Couper & Hoskin, 2013
- Phyllurus ossa ossa Couper, Covacevich & Moritz, 1993
- Phyllurus ossa tamoya Couper & Hoskin, 2013

## Étymologie
Cette espèce est nommée en référence au lieu de sa découverte, le mont Ossa. La sous-espèce Phyllurus ossa hobsoni est nommée en l'honneur de Rod Hobson.

## Publications originales
- Couper, Covacevich & Moritz, 1993 : A review of the leaf-tailed geckos endemic to eastern Australia: a new genus, four new species, and other new data. Memoirs of the Queensland Museum, vol. 34, no 1, p. 95-124 (texte intégral).
- Couper & Hoskin, 2013 : Two new subspecies of the leaf-tailed gecko Phyllurus ossa (Lacertilia: Carphodactylidae) from mid-eastern Queensland, Australia. Zootaxa, no 3664, p. 537–553.